# Vườn quốc gia Helvetinjärvi
Vườn quốc gia Helvetinjärvi (tiếng Phần Lan: Helvetinjärven kansallispuisto) là một vườn quốc gia ở phía tây Phần Lan. Vườn quốc gia này toạ lạc ở đô thị Ruovesi và có diện tích 49,8 km². Thời gian thành lập vào năm 1982 và thuộc quản lý của Metsähallitus.
Vườn quốc gia này có các cánh rừng hoang dã của vùng Tavastia, các vực núi và các phay đứt gãy. Khu vực ấn tượng nhất vườn quốc gia này là Helvetinkolu tại phía cuối đông nam của hồ Helvetinjärvi.